# Copșa Mică
Copșa Mică (del húngaro: Kiskapus) es una ciudad de Rumania en el distrito de Sibiu.

## Geografía
Se encuentra a una altitud de 290 m s. n. m. a 317 km de la capital, Bucarest.

## Demografía
Según estimación 2012 contaba con una población de 5 281 habitantes.
| 1948 | 1956 | 1966  | 1977  | 1992  | 2002  | 2012  |
| s/d  | s/d  | 6 156 | 6 194 | 5 332 | 5 369 | 5 281 |